# Letecká základna Mačuliščy
Letecká základna Mačuliščy je vojenské letiště nacházející se ve městě Mačuliščy v Minské oblasti. Je to jedno z největších letišť v Bělorusku. Používá se pro vojenské účely. Je sídlem 50. smíšené letecké základny běloruského letectva s letouny Antonov An-26 a Iljušin Il-76, a vrtulníky Mil Mi-8 a Mi-24.
V době ruského útoku na Ukrajinu započatého v únoru 2022 z ní operují jednotky vrtulníků a transportních letounů Vzdušných a kosmických sil Ruské federace, přemístěné tam v lednu 2022 pod záminkou údajného společného bělorusko-ruského vojenského cvičení. Působily z ní také ruské stroje MiG-31K vyzbrojené hypersonickými střelami vzduch-země „Kinžal“, podílející se na útocích proti ukrajinské infrastruktuře. 26. února 2023 na ní došlo k útoku bezpilotním letadlem na letoun včasné výstrahy VKS RF typu Berijev A-50, k němuž se přihlásila běloruská opozice proti Lukašenkovu režimu.